# واتچ‌گارد
واتچ‌گارد (انگلیسی: WatchGuard) شرکت فناوری اطلاعات آمریکایی است، که در سال ۱۹۹۶ تأسیس شد.